# Pteropus vetulus

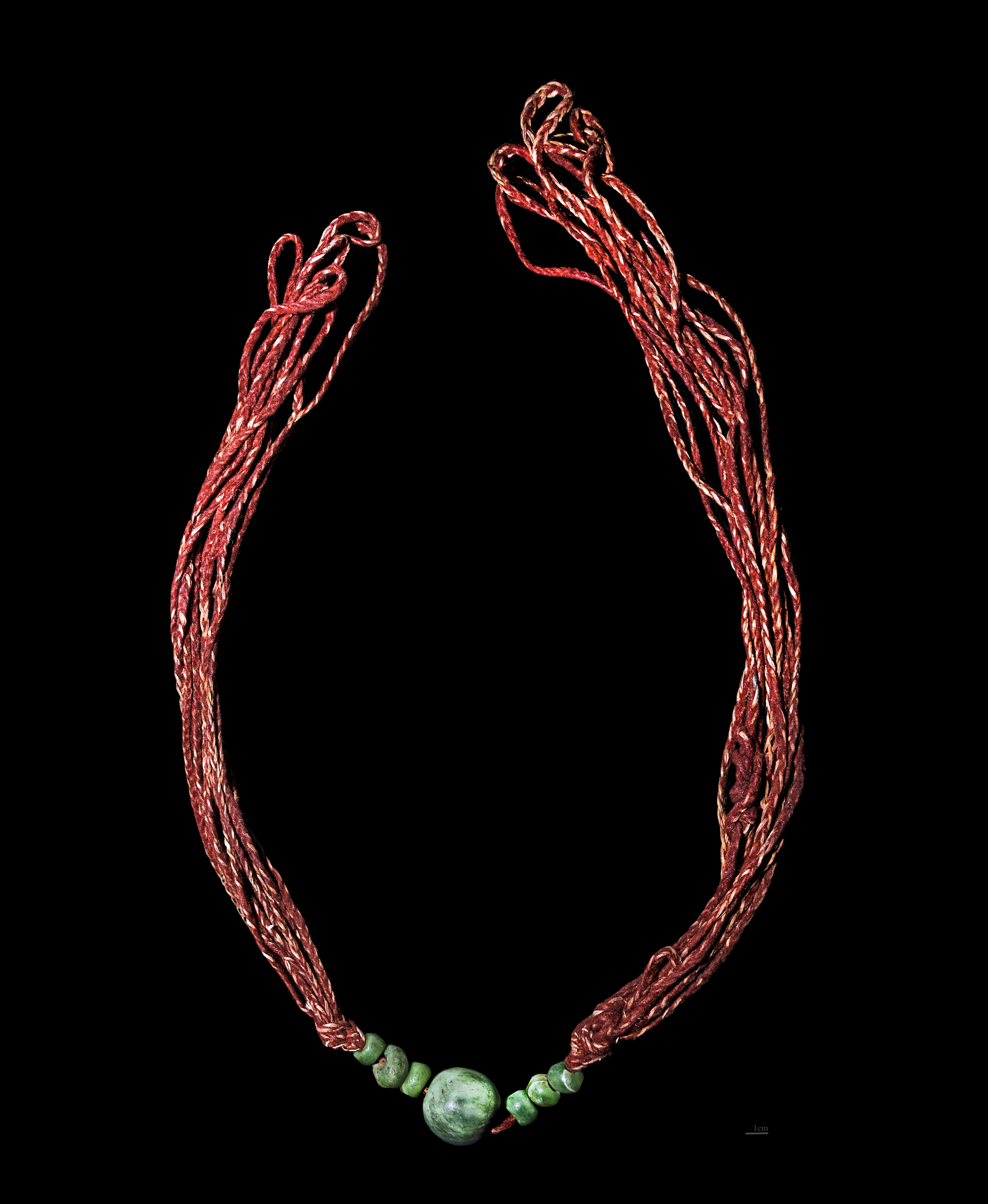
Cuello de piel Pteropus vetulus

Pteropus vetulus es una especie de murciélago de la familia Pteropodidae.

## Distribución geográfica
Es  endémica de Nueva Caledonia.